# 38 av. J.-C.
Cette page concerne l'année 38 av. J.-C. du calendrier julien.

## Climat
Dans l'hémisphère nord, l'intense explosion du volcan Okmok (îles Aléoutiennes, en Alaska) en –43 fut à l'origine d'une forte dissémination de téphras dans la haute atmosphère, qui en fut obscurcie et acidifiée. Les téphras issus de cette éruption ont mis environ deux ans et demi à retomber au sol,.
Cet évènement a modifié le climat de l'hémisphère nord, faisant de la décennie –43 à –33 l'une des plus froides des 2 500 dernières années (2 °C de moins que la moyenne et jusqu'à 7°C de moins en zone méditerranéenne les deux ans qui ont suivi l'éruption).
Les sources de l'époque citent en zone méditerranéenne un climat inhabituel dès -43, et les données géo-climatiques ont récemment montré que l'an 43 et l'an 42 avant notre ère ont été parmi les années les plus froides des derniers millénaires pour l'hémisphère nord. Elles furent l'une des causes de crises sociales et agricoles qui ont joué un rôle dans la fin de la République romaine et du Royaume ptolémaïque, qui ont été suivis de l'apparition de l'Empire romain.

## Événements
- Hiver 39-38 av. J.-C. : Ménas livre la Sardaigne et la Corse à Octavien[3].
- 1er janvier : 
  - début à Rome du consulat d'Appius Claudius Pulcher et de Caius Norbanus Flaccus[4]  - Consuls suffects : Lucius Cornelius Lentulus et Lucius Marcius Philippus[5].

- début de l’Ère d'Espagne[6].
- 17 janvier : Octavien épouse Livie[7], mère de Tibère et de Drusus.
- Printemps : 
  - Virgile présente Horace à Mécène[8].
  - Révolte sicilienne : Sextus Pompée remporte deux batailles navales devant Cumes et dans le détroit de Messine[3].
  - Pacorus envahit la Syrie, espérant surprendre Ventidius dans ses quartiers d’hiver, mais échoue[4].
- 9 juin : Publius Ventidius Bassus repousse l’armée parthe dans le Taurus puis la défait définitivement à la bataille du Mont Gindarus, près de Zeugma en Syrie du Nord. Pacorus est tué[4].
- Juillet : Marc Antoine célèbre « les Panathénées antoniennes » à Athènes. Il est acclamé comme le nouveau Dionysos[4].
- Les Ubiens, tribu germanique de la rive droite du Rhin demandent à Agrippa, gouverneur des Gaules, l’autorisation de s’établir sur la rive gauche. Il les installe à Oppidum Ubiorum, future Cologne[9].
- Début du règne de Polémon Ier du Pont[10].

## Naissance
- Nero Claudius Drusus, général romain.

## Décès
- Orodès II, roi des Parthes.
- Pacorus Ier, roi des Parthes.
- Publius Ventidius Bassus, général romain.